# 2000年夏季奥林匹克运动会体操比赛
2000年夏季奥林匹克运动会体操比赛，分为競技体操、艺术体操和蹦床三大项。于2000年9月16日至10月1日在澳大利亚悉尼举行。

## 体操
| 項目         | 金牌                                    | 银牌                                      | 铜牌                                      |
| 男子团体     | 中国（CHN） 231.919分                   | 乌克兰（UKR） 230.306分                   | 俄罗斯（RUS） 230.019分                   |
| 男子个人全能 | 阿列克谢·涅莫夫（俄罗斯） 58.474分      | 杨威（中国） 58.361分                     | 亚历山大·贝雷什（乌克兰） 58.212分        |
| 男子自由体操 | 伊戈尔·维赫洛夫斯（拉脱维亚） 9.812分   | 阿列克谢·涅莫夫（俄罗斯） 9.800分         | 约尔丹·约夫切夫（保加利亚） 9.787分       |
| 男子鞍马     | 马里乌斯·乌尔济克（罗马尼亚） 9.862分   | 埃里克·布热德（法国） 9.825分             | 阿列克谢·涅莫夫（俄罗斯） 9.800分         |
| 男子吊环     | 乔拉尼·西尔韦斯特（匈牙利） 9.850分     | 迪莫斯塞尼斯·坦帕科斯（希腊） 9.762分     | 约尔丹·约夫切夫（保加利亚） 9.737分       |
| 男子跳马     | 赫尔瓦西奥·德费尔（西班牙） 9.712分     | 阿列克谢·邦达连科（俄罗斯） 9.587分       | 莱塞克·布拉尼克（波兰） 9.475分           |
| 男子双杠     | 李小鹏（中国） 9.825分                  | 李周炯（韩国） 9.812分                    | 阿列克谢·涅莫夫（俄罗斯） 9.812分         |
| 男子单杠     | 阿列克谢·涅莫夫（俄罗斯） 9.787分       | 邦亚曼·瓦罗尼昂（法国） 9.787分           | 李周炯（韩国） 9.775分                    |
| 女子团体     | 罗马尼亚（ROM） 154.608分               | 俄罗斯（RUS） 154.403分                   | 美国（USA） 152.933分                     |
| 女子个人全能 | 西蒙娜·阿默纳尔（罗马尼亚） 38.642分    | 玛丽亚·奥拉鲁（罗马尼亚） 38.581分        | 刘璇（中国） 38.418分                     |
| 女子跳马     | 叶莲娜·萨莫罗德奇科娃（俄罗斯） 9.731分 | 安德烈娅·勒杜坎（罗马尼亚） 9.693分       | 叶卡杰琳娜·洛巴兹尼奥克（俄罗斯） 9.674分 |
| 女子高低杠   | 斯维特兰娜·霍尔金娜（俄罗斯） 9.862分   | 凌洁（中国） 9.837分                      | 杨云（中国） 9.787分                      |
| 女子平衡木   | 刘璇（中国） 9.825分                    | 叶卡杰琳娜·洛巴兹尼奥克（俄罗斯） 9.787分 | 叶莲娜·普罗杜诺娃（俄罗斯） 9.775分       |
| 女子自由体操 | 叶莲娜·萨莫罗德奇科娃（俄罗斯） 9.850分 | 斯维特兰娜·霍尔金娜（俄罗斯） 9.812分     | 西蒙娜·阿默纳尔（罗马尼亚） 9.712分       |

## 蹦床
| 項目     | 金牌                                  | 银牌                                | 铜牌                            |
| 男子蹦床 | 亚历山大·莫斯卡伦科（俄罗斯） 41.70分 | 吉·华莱士（） 39.30分               | 马蒂厄·蒂尔容（加拿大） 39.10分 |
| 女子蹦床 | 伊琳娜·卡拉维耶娃（俄罗斯） 38.90分   | 奥克萨娜·奇胡列娃（乌克兰） 37.70分 | 卡伦·科克本（加拿大） 37.40分   |

## 艺术体操
| 項目         | 金牌                                 | 银牌                                 | 铜牌                               |
| 女子个人全能 | 尤里娅·巴尔苏科娃（俄罗斯） 39.632分 | 尤里娅·拉斯金娜（白俄罗斯） 39.548分 | 艾琳娜·卡芭耶娃（俄罗斯） 39.466分 |
| 女子团体     | 俄罗斯（RUS） 39.500分               | 白俄罗斯（BLR） 39.500分             | 希腊（GRE） 39.283分               |

## 外部連結
- 2000年第27届夏季奥运会各项比赛前三名成绩 - 中国奥委会官方网站